# Onosma volgense
Onosma volgense är en strävbladig växtart som beskrevs av D.N. Dobrochaeva. Onosma volgense ingår i släktet Onosma och familjen strävbladiga växter. Inga underarter finns listade i Catalogue of Life.